# Les Arques
Les Arques é uma comuna francesa na região administrativa de Occitânia, no departamento de Lot. Estende-se por uma área de 15,05 km². Em 2010 a comuna tinha 206 habitantes (densidade: 13,7 hab./km²).